# Unholy Cult
Unholy Cult — пятый студийный альбом американской дэт-метал группы Immolation, выпущен 28 октября 2002 года на лейбле Listenable Records.

## Об альбоме
Запись Unholy Cult проходила в студии Millbrook Sound Studios — Millbrook, Нью-Йорк — в июне 2000 года. Продюсером и этого альбома стал Пауль Орофино, также он занимался микшированием записи и мастерингом. Оформлением альбома занимался Андреас Маршалл. Это также первый альбом с Биллом Тэйлором, который пришёл в 2001 году на смену ушедшему Томасу Уилкинсону.

## Список композиций
| №                   | Название               | Длительность |
| ------------------- | ---------------------- | ------------ |
| 1.                  | «Of Martyrs and Man»   | 5:25         |
| 2.                  | «Sinful Nature»        | 3:16         |
| 3.                  | «Unholy Cult»          | 8:02         |
| 4.                  | «Wolf among the Flock» | 3:50         |
| 5.                  | «Reluctant Messiah»    | 4:58         |
| 6.                  | «A Kingdom Divided»    | 4:17         |
| 7.                  | «Rival the Eminent»    | 5:35         |
| 8.                  | «Bring Them Down»      | 6:06         |
| Общая длительность: | Общая длительность:    | 41:00        |

## Участники записи
- Росс Долан — вокал, бас-гитара
- Роберт Вигна — гитара
- Билл Тейлор — гитара
- Алекс Эрнандес — ударные

### Персонал
- Пауль Орофино — микширование, мастеринг
- Андреас Маршалл — обложка

## Bringing Down the WorldDVD
Bringing Down the World — первый DVD американской дэт-метал группы Immolation, вышел 15 сентября 2004 года на лейбле Listenable Records, запись основного концерта проходила в Амстердаме, и включает в себя девять концертных песен в поддержку альбома Unholy Cult, дополнительные материалы включают концерт в Тилбурге, который включает исполнение двух концертных песен «Sinful Nature» и «Into Everlasting Fire», концерт в Париже включает в себя исполнение шести песен и концерт в Лос-Анджелесе . который включает в себя исполнение тоже шести песен, также на диске присутствует интервью с Робертом Вигна и Россом Доланом, видео из повседневной жизни группы и видеоклип «Of Martyrs and Men». После записи этого концерта группа приступает к записи своего шестого студийного альбома.

## Содержание DVD

### Концерт в Амстердаме
| №                   | Название                     | Длительность |
| ------------------- | ---------------------------- | ------------ |
| 1.                  | «Of Martyrs and Man»         |              |
| 2.                  | «Father You're Not a Father» |              |
| 3.                  | «Unholy Cult»                |              |
| 4.                  | «A Kingdom Divided»          |              |
| 5.                  | «Those Left Behind»          |              |
| 6.                  | «Reluctant Messiah»          |              |
| 7.                  | «Unpardonable Sin»           |              |
| 8.                  | «Christ's Cage»              |              |
| 9.                  | «Bring Them Down»            |              |
| Общая длительность: | Общая длительность:          | 44:35        |

### Концерт в Тилбурге
| №                   | Название                | Длительность |
| ------------------- | ----------------------- | ------------ |
| 1.                  | «Sinful Nature»         | 3:32         |
| 2.                  | «Into Everlasting Fire» | 4:53         |
| Общая длительность: | Общая длительность:     | 8:15         |

### Концерт в Париже
| №                   | Название                     | Длительность |
| ------------------- | ---------------------------- | ------------ |
| 1.                  | «Of Martyrs and Man»         |              |
| 2.                  | «Father You're Not a Father» |              |
| 3.                  | «Unholy Cult»                |              |
| 4.                  | «Into Everlasting Fire»      |              |
| 5.                  | «Wolf Among the Flock»       |              |
| 6.                  | «Bring Them Down»            |              |
| Общая длительность: | Общая длительность:          | 29:44        |

### Концерт в Лос-Анджелесе
| №                   | Название                     | Длительность |
| ------------------- | ---------------------------- | ------------ |
| 1.                  | «Of Martyrs and Man»         |              |
| 2.                  | «Sinful Nature»              |              |
| 3.                  | «Father You're Not a Father» |              |
| 4.                  | «Unholy Cult»                |              |
| 5.                  | «Furthest From the Truth»    |              |
| 6.                  | «Dawn of Possession»         |              |
| Общая длительность: | Общая длительность:          | 31:00        |

### Видеоклип
| №                   | Название             | Длительность |
| ------------------- | -------------------- | ------------ |
| 1.                  | «Of Martyrs and Man» |              |
| Общая длительность: | Общая длительность:  | 4:31         |

### Интервью
| №                   | Название                                     | Длительность |
| ------------------- | -------------------------------------------- | ------------ |
| 1.                  | «Интервью с Робертом Вигна и Россом Доланом» |              |
| Общая длительность: | Общая длительность:                          | 13:36        |

### Backatage
| №                   | Название            | Длительность |
| ------------------- | ------------------- | ------------ |
| 1.                  | «Home Видео группы» |              |
| Общая длительность: | Общая длительность: | 7:41         |

### Фотогалерея
| №                   | Название            | Длительность |
| ------------------- | ------------------- | ------------ |
| 1.                  | «Фото группы»       |              |
| Общая длительность: | Общая длительность: | 3:17         |

## Участники записи
- Росс Долан — вокал, бас-гитара
- Роберт Вигна — гитара
- Билл Тейлор — гитара
- Стив Шэлати — ударные